# Grete Groh-Kummerlöw

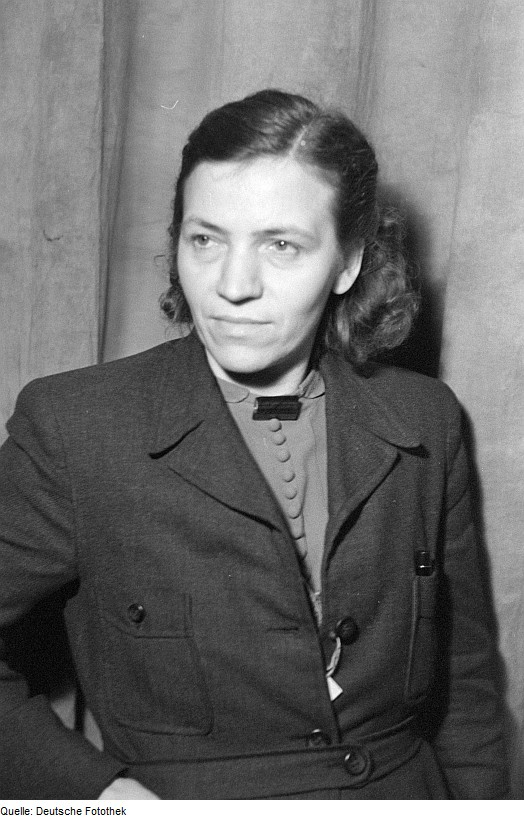
Margarete Groh-Kummerlöw (1947)

Grete Groh-Kummerlöw, geboren als Margarete Gertrud Groh, (* 6. Februar 1909 in Plauen; † 16. Februar 1980 in Karl-Marx-Stadt) war eine deutsche Politikerin. In der Weimarer Republik zog sie 1930 in den Sächsischen Landtag für die KPD ein und war damit deutschlandweit die jüngste Abgeordnete. Während der Zeit des Nationalsozialismus leistete sie Widerstand. Den FDGB vertrat sie langjährig im Präsidium der Volkskammer.

## Leben

### Weimarer Republik und Drittes Reich
Grete Groh-Kummerlöw entstammte als siebentes von neun Kindern einer Arbeiterfamilie aus Plauen. Nach dem Besuch der Volksschule arbeitete sie ab 1924 zunächst als ungelernte Kraft in den Plauener Stickereiwerken. Schon mit 16 trat sie in den Deutschen Textilarbeiterverband ein und begann sich politisch zu engagieren. 1927 folgte die Mitgliedschaft im KVJD und 1930 wurde sie Mitglied der KPD. Für diese zog sie 1930 als damals deutschlandweit jüngste Abgeordnete in den Sächsischen Landtag ein. Ab 1931 widmete sich Groh-Kummerlöw hauptberuflich der Politik und wurde Organisationsleiterin und Instrukteurin für die KJVD-Bezirksleitungen Dresden und Leipzig. Nach der „Machtergreifung“ der Nationalsozialisten arbeitete sie zunächst in der Illegalität als Instrukteurin des Jugendverbandes weiter. Sie wurde jedoch schon am 28. Juni 1933 in Bitterfeld verhaftet und zunächst in Schutzhaft genommen. Am 8. Juni 1934 wurde sie vor dem Oberlandesgericht Dresden wegen „Vorbereitung zum Hochverrat“ zu einem Jahr und acht Monaten Zuchthaus verurteilt. Diese Strafe saß sie im Zuchthaus Waldheim ab. Nach ihrer Haftentlassung im November 1935 wurde Groh-Kummerlöw unter Polizeiaufsicht gestellt und fand zunächst keine Arbeit. Nach einer kurzen Zeit in der Landwirtschaft kehrte sie 1936 in die Plauener Textilindustrie zurück. Nach der Geburt ihres Sohnes 1940 war sie Hausfrau und pflegte ab 1943 wieder engere Verbindungen zur KPD. Über Kurt Sindermann knüpfte sie dabei Kontakte zur Widerstandsgruppe um Anton Saefkow. Im Zusammenhang um die Ereignisse des Attentat vom 20. Juli 1944 wurde Groh-Kummerlöw am 10. August 1944 erneut inhaftiert und wiederum wegen Vorbereitung zum Hochverrat angeklagt. Am 9. Februar 1945 verlegte man sie nach Potsdam, um ihr dort vor dem „Volksgerichtshof“ den Prozess zu machen. Dieser fand durch die sich zuspitzende Kriegslage nicht mehr statt. Am 27. April 1945 wurde Grete Groh-Kummerlöw von Soldaten der Roten Armee befreit.

### SBZ und DDR
Zunächst arbeitete sie in Potsdam für die sowjetische Kommandantur. Im August 1945 kehrte sie in ihre vogtländische Heimat nach Plauen zurück und begann sich sofort wieder gewerkschaftlich zu engagieren. Sie arbeitete als Sekretärin bei der KPD-Kreisleitung Plauen und war für die Bildung kommunistischer Betriebszellen und den Gewerkschaftsaufbau zuständig. Im Januar 1946 erhielt Groh-Kummerlöw als Mitglied des Landesvorstandes des Textilarbeiterverbands ein Mandat als Dritte Vorsitzende des FDGB-Landesvorstands Sachsen. In dieser Funktion wurde sie im Februar 1946 außerdem Mitglied im Bundesvorstand des FDGB, dem sie bis 1963 angehörte. Im Mai 1949 wechselte Groh-Kummerlöw nach Berlin und wurde Leiterin der Abteilung Sozialpolitik im Bundesvorstand des FDGB. Nach dem 3. FDGB-Kongress 1950 war sie als Leiterin für die Abteilung Arbeiterversorgung verantwortlich. Kerngebiet dieser Abteilung war die gewerkschaftliche Sozialpolitik. Zudem wurde sie 1950 als Mitglied in den Generalrat des kommunistischen Weltgewerkschaftsbundes gewählt. 1952 übernahm sie von Adolf Deter auch die Verantwortlichkeit für die Sozialversicherung, an deren Reorganisation sie maßgeblichen Anteil hatte. 1957 wechselte Groh-Kummerlöw als Sekretärin des Zentralvorstandes zur Industriegewerkschaft Örtliche Wirtschaft, bevor sie von 1958 bis 1966 als Sekretärin der FDGB-Volkskammerfraktion wirkte.
Grete Groh-Kummerlöw war 1946 Teilnehmerin an den Vereinigungsparteitagen von KPD und SPD in Sachsen und in der Sowjetischen Besatzungszone und wurde Mitglied im Landesvorstand Sachsen der SED. Sie kandidierte für die SED bei den ersten sächsischen Landtagswahlen nach Kriegsende und war Landtagsabgeordnete sowie Mitglied im Präsidium des Sächsischen Landtags. Im Dezember 1949 schied sie bedingt durch ihren Wechsel nach Berlin, wo sie seit Mai 1949 lebte, aus dem Sächsischen Landtag aus. Vorher hatte sie die Partei zu einem Studienaufenthalt an die Landesparteischule nach Ottendorf delegiert. Mit ihrem Wechsel nach Berlin verband sich auch für Groh-Kummerlöw der Beginn der Abgeordnetentätigkeit im Deutschen Volksrat als Abgeordnete des FDGB. Mit der ersten Volkskammerwahl 1950 rückte Groh-Kummerlöw in das Präsidium der Volkskammer. Als Abgeordnete des FDGB zwischen 1954 und 1967 bekleidete sie dabei das Amt der Vizepräsidentin bzw. Stellvertreterin des Präsidenten der Volkskammer. Aus gesundheitlichen Gründen gab sie 1967 alle hauptamtlichen Funktionen ab, saß aber für den FDGB noch bis 1971 als Abgeordnete in der Volkskammer.

## Ehrungen
- 1954 Clara-Zetkin-Medaille
- 1955 Vaterländischer Verdienstorden in Bronze
- 1959 Vaterländischer Verdienstorden in Silber
- 1959 Verdienstmedaille
- 1965 Banner der Arbeit
- 1975 Vaterländischer Verdienstorden in Gold
- 1979 Karl-Marx-Orden

## Darstellung Grete Groh-Kummerlöws in der bildenden Kunst der DDR
- Gerhard Thieme: Grete Groh-Kummerlöw (1965, Bronze, Porträtbüste)[1]